# Zeballos Cué
Zeballos Cué es un barrio situado en la ciudad de Asunción, capital del Paraguay. Según los datos del censo del 2002 de la DGEEC, Zeballos Cué es el cuarto barrio con más población de Asunción, luego de San Pablo, Roberto L. Pettit y Obrero.
Al igual que a los barrios circunvecinos a este lo caracteriza accidentes geográficos (zanjas, cursos de arroyos entre otros) que dificultan la circulación y lo marginan de otros sectores. Varias áreas de Zeballos Cué son consideradas bajo e inundable, dado que se encuentra en la ribera del Río Paraguay.
El uso de suelo es fundamentalmente habitacional. Grandes extensiones de tierra pertenecen al destacamento militar allí ubicado. Existen en la zona industrias caseras pequeñas, comercios, fábricas entre otros.
Hoy día se ha vuelto una zona comercial en potencia, por la existencia de dos puertos privados ubicados sobre la ribera del Río Paraguay, Puerto Caacupe-mí y Puerto Unión, con un tercer puerto privado vecino, Puerto Fénix, que en conjunto representan el 70% del movimiento de comercio internacional del país.

## Historia
Antiguamente pobladores cuentan que Zeballos Cué, luego de la Guerra de la Triple Alianza, constituía una estancia denominada Estanzuela, propiedad de la familia de terratenientes Zeballos. En este barrio, después de la Guerra del Chaco, se instaló la primera fábrica de envasados de carne del Paraguay; la Llebigs Company Limited que constituyó la fuente principal de trabajo en la zona hasta su cierre, acaecido hacia 1980, hecho que dejó como secuela un barrio en decadencia.
A raíz del cierre de esta fábrica, los pobladores se vieron obligados a buscar fuentes de trabajo fuera del barrio, convirtiéndose Zeballos Cué así por muchos años en un barrio dormitorio, donde el vecindario solo se concentraba fuera de horas de trabajo.
Hoy día cuenta con una cantidad mucho mayor de habitantes, con un vecindario caracterizado por su solidaridad y familiaridad entre todos sus habitantes.

## Geografía
Límites
Zeballos Cué tiene como limitantes a las calles Tte. 2.º Monges, Soldado Quintana y Tte. 2.º Caballero y al Río Paraguay.
Al norte limita con el Río Paraguay.
Al sur limita con el barrio De la Residenta.
Al este limita con la ciudad Mariano Roque Alonso.
Al oeste limita con el Barrio Botánico.

### Clima
Vientos predominantes del norte y sur. Clima subtropical, la temperatura media es de 28 °C en el verano y 17 °C en el invierno. El promedio anual de precipitaciones es de 1700 mm.

## Población
El barrio cuenta con 1.972 habitantes, la densidad poblacional es de 1.840 hab./km², existen un 52% de hombres y un 48% de mujeres.
Los niños en edad escolar (7 a 14 años) constituyen el 30 % de la población.
En el barrio hay una aldea de niños y niñas denominadas S.O.S. que recibe apoyo económico de instituciones religiosas, de carácter internacional y brinda albergue a infantes huérfanos y desamparados de la zona, así como educación primaria y secundaria a niños y niñas del sector. También cuentan con una escuela (privada) y dos colegios (privados).
El aspecto sanitario está cubierto por centro de salud y una clínica periférica del Instituto de Previsión Social.

### Demografía
Existen 351 viviendas aproximadamente con un promedio de 4 ocupaciones en cada una de ella. De ese total el 97% cuentan con agua corriente, 97% con energía eléctrica, el 10% con desagüe cloacal y el 70% con el servicio de recolección de basuras.
Niveles socioeconómico medio y los que están en el sector de la ribera es de nivel bajo, son rasgos característicos de los y las habitantes del lugar.
En cuanto a la ocupación de la población, la mayoría se dedica fundamentalmente a la actividad pesquera, otros habitantes son albañiles, constructores, empleados públicos, empleados de casas comerciales, empleadas domésticas, lavaderos entre otros.
El medio de vida de las familias del sector San Blas í es la pesca, sin embargo no cuentan con las condiciones mínimas de higiene necesarias para su posterior comercialización.

## Infraestructura
Las principales vías de comunicación las constituyen las calles Coronel Bóveda y  Tte. 2.º Claudio Acosta, ambas asfaltadas, la primera sirve de acceso desde la Av. Artigas y la segunda desde la Av. Transchaco.
Operan cuatro canales de televisión abiertos y varias empresas que emiten señales por cable. Se conectan con veinte emisoras de radio que transmiten en frecuencias AM y FM. Cuenta con los servicios telefónicos de Copaco y los de telefonía celular, además cuenta con varios otros medios de comunicación y a todos los lugares llegan los diarios capitalinos.
Hoy día cuentan con Radios comunitarias que se preocupan por fomentar la solidaridad, responsabilidad social entre los Zeballenses, a más de ello se convierten en fuentes de trabajo para algunos, y soporte comercial para otros.
Los pobladores cuentan con el servicio de transporte público de las líneas 23, 6, 7 y la línea 61.

## Organizaciones
Entidades sociales
- Tacuary Football Club
- General Caballero Sport Club
- Sportivo Valois Rivarola

Educativas
- Colegio Nacional Las Residentas
- Colegio San Francisco
- Centro Educativo Nueva Esperanza
- Centro Educativo Hermann Gmeiner
- Escuela Básica Cap. Mauricio J. Troche
- Escuela Divina Gracia

Instituciones gubernamentales
Policiales:
- Comisaría N.º 23 Metropolitana

Militares:
- Prisión Militar de Viñas Cué

Servicios sanitarios
- Centro de Salud Zeballos Cué
- Clínica Periférica del Instituto de Previsión Social (I.P.S.)